# ツーク州議会銃乱射事件

ツーク州議会（2012年）

ツーク州議会銃乱射事件は、2001年9月27日、スイス・ツーク州ツークで発生した銃乱射事件。

## 攻撃と被害
27日午前10時半（スイス時間）ごろ、警官を装い車で州議会に乗り付けたフリードリヒ・ライバッハ(Friedrich Leibacher)が議場に侵入し約5分間にわたってアサルトライフル（Sturmgewehr 90）などを乱射した。一度立ち去った後、再び議場に戻り手榴弾を投げた。
14人の議員と州政府関係者が死亡、15人が負傷、ライバッハは犯行直後に自殺した。

## 動機
ライバッハは事件の2年前にバス運転手とトラブルを起こし、州を名誉棄損で訴えていたが、この請願が却下されたことが、事件の直接的な要因とされる。
なお、同月にアメリカで起きた同時多発テロとの関連は否定されている。